# Ткаченко Андрій Юрійович
Андрі́й Ю́рійович Ткаче́нко (10 грудня 1990, м. Самбір, Львівська область — 8 березня 2024, Донецька область) — український військовий льотчик Повітряних сил Збройних сил України, учасник російсько-української війни, підполковник. Лицар ордена Богдана Хмельницького (посмертно).

## Життєпис
Народився 10 грудня 1990 року в м. Самборі на Львівщині. Навчався у Самбірській початковій школі № 2, потім — у Самбірській гімназії, яку закінчив у 2008. Захоплювався спортом, відвідував драматичний гурток і комп'ютерну школу. Був активним учасником Пласту, до якого вступив у жовтні 2002; належав до 61-го куреня УПЮ ім. д-ра О. Тисовського.
У 2006 році вперше користувався парапланом, вчився літати на ньому, підіймати крило над собою, правильно приземлятися після стрибка з парашутом. Першу таку авіаційну підготовку проходив у таборі на Прикарпатті.
Протягом 2008—2012 рр. навчався в Харківському національному університеті Повітряних сил ім. Івана Кожедуба. Перші самостійні польоти на літаку Л-39 здійснив у жовтні 2009 року. Мав велику кількість стрибків із парашутом.
Військову службу проходив в Івано-Франківську, в Харкові, згодом — знову в Івано-Франківську. З початком війни у 2014 році виконував бойові завдання під час АТО і ООС на сході України.
З початку російського вторгнення в Україну виконував бойові завдання на сході та півдні України. Виконував завдання на літаку МіГ-29. Мав десятки бойових вильотів.
Загинув 8 березня 2024 року в небі Донеччини під час виконання бойового завдання.
Залишилися дружина й маленький син. Похорон відбувся в Івано-Франківську. Похований на Алеї героїв у селі Чукалівка Івано-Франківської громади

## Нагороди
- медаль «За військову службу Україні»[5]
- орден Богдана Хмельницького III ступеня (посмертно)[1]